# Parque nacional Absheron
Parque nacional Absheron (en azerí: Abşeron Milli Parkı) es un parque nacional de Azerbaiyán que se estableció el 8 de febrero de 2005 por decreto del Presidente de Azerbaiyán, Ilham Aliyev, en una superficie de 783 hectáreas (7,83 kilómetros cuadrados) en el territorio administrativo del distrito Azizbeyov de la ciudad de Bakú, sobre la base de la Reserva Natural estatal de Absheron. Fue organizado por la Orden 622 del Presidente de Azerbaiyán.
La Reserva Natural fue creada en julio de 1969 con el fin de proteger a las gacelas, las focas del Caspio y aves acuáticas que habitan en el territorio. El clima de la zona es semiárido, específico de la estepa semidesértica y seco.